# Felicia quinquenervia
Felicia quinquenervia là một loài thực vật có hoa trong họ Cúc. Loài này được (Klatt) Grau mô tả khoa học đầu tiên năm 1973.